# Neckarhochufer
Das Naturschutzgebiet Neckarhochufer liegt auf dem Gebiet der Gemeinde Haßmersheim im Neckar-Odenwald-Kreis in Baden-Württemberg.

## Kenndaten
Das Schutzgebiet entstand am 21. Dezember 1979 durch Verordnung des Regierungspräsidiums Karlsruhe mit der Schutzgebietsnummer 2.047. Diese Verordnung wurde im Gesetzblatt für Baden-Württemberg am 29. Februar 1980 veröffentlicht und trat danach in Kraft. Der CDDA-Code lautet 82224  und entspricht der WDPA-ID.

## Lage
Das Naturschutzgebiet liegt direkt an der linken Seite des Neckars nordwestlich von Haßmersheim kurz vor dem Ortsteil Hochhausen. Es wird vom Landschaftsschutzgebiet Nr. 2.25.025 Neckartal III nahezu vollständig umschlossen. Das Gebiet liegt im Naturraum 128-Bauland innerhalb der naturräumlichen Haupteinheit 12-Neckar- und Tauber-Gäuplatten.

## Schutzzweck
Wesentlicher Schutzzweck ist gemäß Schutzgebietsverordnung die Erhaltung
- eines geomorphologisch und geologisch eindrucksvollen Neckaruferbereiches im Grenzbereich zwischen den Landschaftsformationen Odenwald und Kraichgau;
- eines bedeutenden Standortes für eine artenreiche Klebwaldgesellschaft;
- eines Lebensraumes für zahlreiche seltene zum Teil bedrohter Tierarten, insbesondere von Reptilien, Insekten und Vögeln;
- eines kulturgeschichtlich und landeskundlich bedeutsamen Landschaftsteiles im Neckar-Elz-Raum.